# Wahida Amiri
Wahida Amiri est une avocate afghane et militante des droits des femmes.
Elle a fondé et dirigé le groupe Mouvement spontané des femmes militantes d’Afghanistan pour protester contre l’ordre des talibans privant les femmes de leurs droits à l’éducation, au travail et à la vie publique après leur retour au pouvoir en Afghanistan en août 2021. Elle a été arrêtée et détenue pendant plusieurs jours à la suite des accusations d’espionnage pour le compte de puissances étrangères et d’avoir dirigé un soulèvement contre les talibans. Avant le retour des talibans en Afghanistan, Wahida Amiri dirigeait une bibliothèque privée pour femmes à Kaboul. Elle a été nommée parmi les 100 femmes de la BBC en 2022,.

## Biographie
Wahida Amiri vient tout juste de rejoindre une école primaire lorsque les talibans arrivent au pouvoir en 1996, ordonnent la fermeture de toutes les écoles pour filles et exigent le retour chez elles des femmes qui travaillent . Sa famille déménage au Pakistan en tant que réfugiée. Wahida Amiri regarde aux informations l'attentat du 11 septembre 2001 contre le World Trade Center aux États-Unis alors qu'elle est une petite fille réfugiée au Pakistan, mais elle ne comprend pas l'impact de l'incident sur sa vie jusqu'à ce que les troupes américaines chassent les talibans du pouvoir.
Après le renversement des talibans et le retour du régime démocratique en Afghanistan, Wahida Amiri et sa famille retournent à Kaboul alors qu'elle a 15 ans. À Kaboul, elle continue à vivre chez elle jusqu'à ce que cinq ans plus tard, son cousin l'inscrive dans une école et qu'elle obtienne par la suite un diplôme en droit. Après avoir obtenu son diplôme, elle ouvre une bibliothèque privée à Kaboul où elle encourage les femmes et les filles à étudier.
En août 2021, l’Afghanistan retombe aux mains des talibans et les femmes et filles n’ont plus le droit d’aller à l’école ni de travailler dans les lieux publics. Mais Wahida Amiri continue de gérer sa bibliothèque et encourage les femmes à y étudier en secret comme alternative à l’école ouverte. Les talibans détruisent la bibliothèque lorsqu'ils la découvrent. Wahida Amiri descend ensuite dans la rue, appelant d'autres femmes à se joindre à elle pour protester en faveur de l'égalité des droits pour les femmes. Après avoir été rejointe par d'autres femmes, elle baptise son groupe Mouvement spontané des femmes militantes d'Afghanistan et le dirige pour protester contre les talibans,. Lorsqu'un commandant taliban lui demande pourquoi elle manifestait, elle répondu : "Vous ne pouvez pas me traiter comme une citoyenne de seconde zone. Je suis une femme et je suis votre égale",.
Lorsque les talibans commencent à réprimer les manifestantes, le groupe de Wahida Amiri se rend dans une maison sûre et y reste jusqu'à ce que les talibans les découvrent, les arrêtent et les emmènent au ministère de l'Intérieur où elles sont interrogées sur les motivations de la manifestation et sur son financement. Elles sont détenues pendant 19 jours, au cours desquels elles sont contraintes d'avouer qu'elles sont parrainées par des forces extérieures pour protester contre les talibans. Les images des aveux forcés sont diffusées à la télévision nationale. Lors de leur libération, on leur a dit de "rentrer chez elles et de cuisiner", car leur place est dans la cuisine,.